# Anticlea badiiplaga
Anticlea badiiplaga es una especie de polilla de la familia Geometridae. La especie fue descrita por primera vez por David Stephen Fletcher habiendo sido descrita en 1953, con distribución en Argentina. Es una polilla mediana con una envergadura de unos 36 milímetros (1,4 plg). El holotipo de la especie fue descrita en San Martín de los Andes.